# خارسنبل
خارسنبل (نام علمی: Blepharis) نام یک سرده از تیره پاخرسیان است.